# 1734 au théâtre
| Années du théâtre : 1731 - 1732 - 1733 - 1734 - 1735 - 1736 - 1737    |
| Décennies du théâtre : 1700 - 1710 - 1720 - 1730 - 1740 - 1750 - 1760 |

## Événements
- Nicolas Huau prend la direction du Théâtre de La Monnaie à Bruxelles.
- François Parfaict et son frère Claude commencent la publication à Paris de leur Histoire du théâtre français depuis son origine jusqu'à présent, avec la vie des plus célèbres poètes dramatiques, des extraits exacts, et un catalogue raisonné de leurs pièces, publication en 15 volumes qui s'achèvera en 1749.

## Pièces de théâtre représentées
- 21 juin : Didon, tragédie de Jean-Jacques Lefranc de Pompignan, au Théâtre-Français, Paris ; Madame Quinault-Dufresne joue le rôle-titre.
- 6 novembre : Le Petit-Maître corrigé, comédie de Marivaux, au Théâtre-Français, Paris.

## Naissances
- 31 décembre : Claude-Joseph Dorat, poète, dramaturge et romancier français, mort le 29 avril 1780.
- Vers 1734 :
  - Christine-Georgette-Charlotte Sirot, dite Mademoiselle Lekain, actrice française, sociétaire de la Comédie-Française, morte le 18 août 1775.

## Décès
- 6 janvier : John Dennis, critique et dramaturge anglais, né à le 16 septembre 1658.
- 1er mars : Tamagusuku Chōkun, fonctionnaire-aristocrate du royaume de Ryūkyū, considéré comme le créateur de la forme de danse-théâtre de Ryūkyū appelée kumi odori, né le 11 septembre 1684.
- 18 avril : Pierre-François Biancolelli, dit Dominique fils, acteur français de la Comédie-Italienne, né le 20 septembre 1680.